# Lorrie Moore
Lorrie Moore, nata Marie Lorena Moore (Glens Falls, 13 gennaio 1957), è una scrittrice statunitense, nota soprattutto per i suoi racconti caratterizzati da uno humor ironico ed intelligente.

## Biografia
Marie Lorena Moore ricevette lo pseudonimo "Lorrie" dai suoi genitori. Ha frequentato la St. Lawrence University. A diciannove anni vinse un concorso letterario della rivista Seventeen. Dopo la laurea si trasferì a Manhattan, dove lavorò come assistente legale per due anni.
Nel 1980 la Moore si iscrisse al Master of Fine Arts presso la Cornell University. Finiti gli studi alla Cornell uno dei suoi insegnanti l'incoraggiò a contattare l'agente Melanie Jackson. A soli ventisei anni uscì il suo primo libro (Self-Help), composto quasi completamente da racconti tratti dalla sua tesi di laurea.
Ha contribuito a The Paris Review e le raccolte di suoi racconti sono Like Life, Self Help, e Birds of America.. Il suo primo racconto pubblicato su The New Yorker, "You're Ugly, Too," è stato più tardi inserito nella lista dei Migliori racconti americani del secolo (The Best American Short Stories of the Century), curato da John Updike. Un altro racconto, People Like That Are the Only People Here è stato ristampato nella collezione annuale The Best American Short Stories. Tratta spesso temi amorosi e ricorrentemente di malattie terminali.
Ha scritto due romanzi: Anagrams e Who Will Run the Frog Hospital?; Madonna acquistò i diritti di opzione di Anagrams per un film in seguito mai registrato.
Ha scritto anche un libro per bambini intitolato The Forgotten Helper. Riguarda un elfo che Babbo Natale per errore dimentica a casa dell'ultima bambina presente nella sua lista dei buoni. L'elfo dovrà aiutare la bambina capricciosa ad essere buona affinché l'anno seguente Babbo Natale ritorni a prenderlo.
Ha vinto nel 1998 l'O. Henry Award per il suo racconto People Like That Are the Only People Here pubblicato su The New Yorker il 27 gennaio 1997.
Attualmente insegna presso la University of Wisconsin.
In Italia i suoi libri sono editi dalla Frassinelli e da Bompiani.

## Opere in lingua inglese
- Self-Help (1985)
- Anagrams (1986)
- The Forgotten Helper (1987)
- Like Life (1990)
- Who Will Run the Frog Hospital? (1994)
- Birds of America (1998)
- A Gate at the Stairs (2009)
- Bark (2014)

## Opere tradotte in lingua italiana
- L'ospedale delle rane (1999)
- Ballando in America (2000)
- Tutto da sola (2000)
- Anagrammi (2003)
- Il folletto distratto e la bambina capricciosa (2003)
- Oltre le scale (2010)
- Bark (2015)